# Nectria borneensis
Nectria borneensis är en svampart som beskrevs av Petr. 1954. Nectria borneensis ingår i släktet Nectria och familjen Nectriaceae.   Inga underarter finns listade i Catalogue of Life.